# Sgabello d'oro

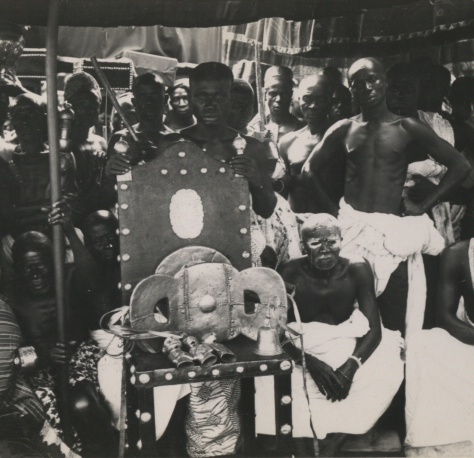
Lo sgabello d'oro assiso collocato sul trono degli Ashanti (1935)

Lo sgabello d'oro (in lingua ashanti-twi sika dwa kofi) è un oggetto sacro del popolo Akan, in particolare della tribù degli Ashanti.
Risalente al tardo XVII o primo XVIII secolo, secondo la leggenda lo sgabello d'oro apparve per volontà divina e fu consegnato a Osei Tutu I, fondatore dell'Impero ashanti, e divenne presto un simbolo nazionale. Nel 1900 i britannici, per tentare di abbattere l'Impero ashanti e sottomettere l'intero popolo, cercarono di requisire l'oggetto sacro, facendo scoppiare la guerra dello sgabello d'oro. Il conflitto risultò in una sconfitta africana e nella scomparsa dello sgabello, nascosto dietro ordine della regina Yaa Asantewaa. Lo sgabello fu rinvenuto per caso solo vent'anni più tardi, e dal 1935 è di proprietà del sovrano ashanti.
Adoperato nelle cerimonie più importanti, il re può adoperare lo sgabello d'oro solo in determinati modi e occasioni, e mai per sedercisi. L'artefatto è diventato oggetto di venerazione per tutti gli akan, e di conseguenza ha portato ogni sgabello ad acquisire valenza mistico-religiosa.

## Storia
Secondo la leggenda, lo sgabello d'oro risalirebbe al tardo XVII o al primo XVIII secolo, e sarebbe comparso durante una riunione tenuta tra i più importanti capi del popolo Ashanti. Secondo il racconto, all'improvviso dal cielo sarebbe disceso uno sgabello dorato, che si sarebbe poggiato sulle ginocchia o ai piedi di Osei Tutu I, re di Kumasi (altre versioni riportano invece che fu il gran sacerdote Okomfo Anokye a consegnare l'oggetto a Osei Tutu). Tale prodigio fu interpretato dagli astanti come la volontà del dio Nyame che Osei Tutu governasse su tutti gli Ashanti, e gli altri capitribù gli si sottomisero permettendo la fondazione dell'Impero ashanti, esteso sugli odierni Ghana, Togo e Costa d'Avorio. Ciò che è certo è che entro l'inizio del XIX secolo lo sgabello d'oro era uno dei simboli dell'autorità regale ashanti, tanto da comparire anche nelle insegne imperiali, come anche dell'intero popolo, ed era diffusa la credenza che le fortune dell'impero dipendessero dalla presenza e dalla cura riservata allo sgabello d'oro.

Bandiera degli Ashanti, con al centro lo sgabello d'oro

Proprio il possesso dell'oggetto sacro fu all'origine della guerra dello sgabello d'oro, ovvero il tentativo da parte del Regno Unito di sottomettere l'Impero ashanti impossessandosi del suo simbolo più prezioso. Nel 1900 il governatore del Ghana sir Frederick Hodgson pretese la consegna dello sgabello d'oro, cosa che la regina Yaa Asantewaa rifiutò categoricamente, dando inizio alle ostilità. Nonostante la sconfitta finale degli Ashanti, Yaa Asantewaa riuscì a far nascondere lo sgabello d'oro, che quindi scomparve tra il 1900 e il 1920.
Lo sgabello fu rinvenuto casualmente tra il 1920 e il 1921 da alcuni operai che stavano costruendo una strada, i quali rubarono parte dei suoi ornamenti. Catturati dagli Ashanti, essi vennero condannati a morte, ma per proteggerli le autorità inglesi disposero piuttosto la loro espulsione dal Ghana. A causa della profanazione operata dai suoi scopritori, per un periodo la sacralità dello sgabello d'oro venne ritenuta compromessa; gli inglesi, a causa di ciò e del fatto che ormai controllavano saldamente il Ghana, non erano più interessati a entrarne in possesso, e nel 1935 permisero agli Ashanti di riacquisirne ufficialmente la proprietà.

## Descrizione
Nonostante il suo nome, lo sgabello d'oro è in realtà costituito di legno e solamente ricoperto da una sottile lamina d'oro. L'oggetto è alto 45 cm, lungo 60 e largo 30.
Di solito unicamente il re degli Ashanti e pochi collaboratori fidati sanno dove si trova lo sgabello d'oro, che viene costantemente sorvegliato ed è utilizzato pubblicamente solo per le cerimonie politico-religiose più importanti.

## Funzione

### Sgabello d'oro
Nonostante sia di proprietà esclusiva del re e simbolo del suo potere, la sua valenza religiosa non permette nemmeno al sovrano di sedervisi sopra, in quanto lo sgabello d'oro è considerato l'incarnazione dello spirito dell'intero popolo Ashanti (Sunsum o Sunsumà). Lo sgabello è talmente importante che non può nemmeno essere appoggiato direttamente a terra, ma solo adagiato su un lenzuolo, e di solito, durante le cerimonie pubbliche, esso è assiso in un trono apposito accanto al sovrano. Attualmente è utilizzato principalmente nelle cerimonie di incoronazione dei sovrani degli Ashanti, dove il nuovo re viene sollevato e abbassato sopra lo sgabello d'oro per simboleggiare la sua seduta su di esso, senza che gli venga fatto realmente toccare.
Anche molti sovrani minori degli Akan hanno creato delle repliche dello sgabello d'oro per legittimare la propria autorità. Tradizionalmente alla loro morte, per simboleggiarne la dipartita, i loro sgabelli sono anneriti tramite colorazione con sangue animale, e vengono utilizzati nelle successive cerimonie religiose. A causa della devozione degli Ashanti verso lo sgabello d'oro e gli altri oggetti simili, molte religioni monoteiste li considerano pagani e idolatri, in particolare l'Islam, che è quindi in buona parte rigettato dagli Ashanti.

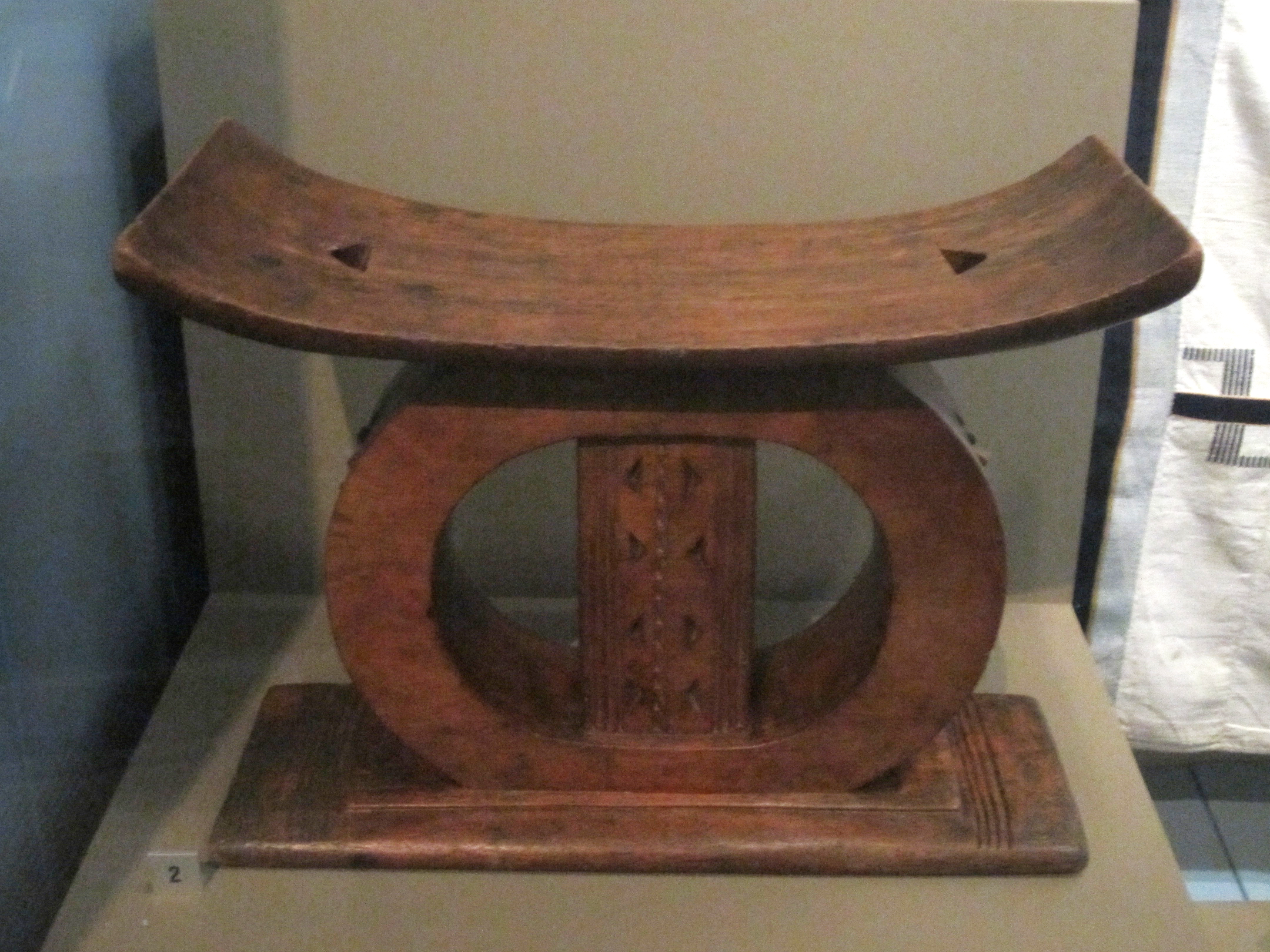
Uno sgabello tradizionale ghanese

### Altri sgabelli
L'importanza dello sgabello d'oro ha conferito a tutti gli sgabelli prodotti dall'artigianato akan uno status di oggetto sacro. Il possesso di uno sgabello è quindi simbolo di prestigio e autorità, e ogni persona ne possiede uno personale, che viene associato alla sua stessa anima. Solitamente l'artefatto è riconoscibile perché molto più elaborato di un normale sgabello, soprattutto per il sedile curvo sostenuto da cariatidi a forma di animali o intricati motivi geometrici.
Tradizionalmente i genitori regalano ai propri bambini uno sgabello quando cominciano a muoversi in autonomia, e al raggiungimento della pubertà le ragazze compiono particolari riti che prevedono molteplici sedute sul proprio sgabello. Durante il matrimonio invece sono i mariti a presentare il proprio sgabello alle mogli.
La sacralità dello sgabello si accresce alla morte del suo possessore: prima della sepoltura gli anziani lavano il corpo del defunto mentre è seduto su uno sgabello cerimoniale, mentre dopo la sepoltura lo sgabello personale del defunto è conservato con cura e utilizzato dai parenti sopravvissuti come altare per il culto degli antenati. È infatti diffusa la credenza che l'anima del defunto si incarni nel suo sgabello, e molti di essi presentano cariatidi cave dove possono essere riposte reliquie del suo proprietario come denti, capelli o piccoli oggetti. Tradizionalmente agli sgabelli sacri si sacrifica ogni sei settimane oppure in particolari occasioni come funerali o la festa annuale dell'Adae, offrendo in genere piccole quantità di cibo e alcol oppure animali.